# Canuza
Canuza és un gènere d'arnes de la família Crambidae.

## Taxonomia
- Canuza acmias Meyrick, 1897
- Canuza euspilella Walker, 1866